# Соболев, Владимир Юрьевич
Влади́мир Ю́рьевич Со́болев (30 июля 1991, Гуково, Ростовская область, СССР) — российский футболист, полузащитник.

## Карьера
Воспитанник УОР «Мастер-Сатурн» Егорьевск. В 2008 году дебютировал в команде в турнире ЛФЛ — сыграл 16 игр, забил 4 гола. В 2009—2010 годах выступал в молодёжном первенстве в составе раменского «Сатурна» — 42 игры, 7 голов. В 2010 году начал работать с основной командой и дважды выходил на замену в матчах Премьер-лиги — в 12 туре заменил на 86 минуте Алексея Иванова, в 29 туре заменил его же на 73 минуте. В феврале 2011 года подписал 3,5-летний контракт с московским «Динамо». 16 июля 2012 года арендован «Химками». 31 мая 2013 года попал в расширенный список студенческой сборной России для участия во Всемирной Универсиаде в Казани, но в окончательный список игроков включён не был.
Летом 2013 года перешёл на правах аренды в махачкалинский «Анжи». Сыграл 9 матчей в Премьер-лиге России и 4 матча в Лиге Европы.
Летом 2014 года перебрался в «Рубин». На тренировке получил тяжёлую травму и пропустил сезон 2014/15. В следующем сезоне сыграл 9 мячей, забил один гол в молодёжном первенстве. В конце августа 2016 был отдан в аренду в фарм-клуб «Рубина» — клуб ФНЛ «Нефтехимик», сыграл за команду 10 матчей. В июне 2017 покинул «Рубин». Был на просмотре в «Химках», но больше на профессиональном уровне не выступал.